# Rise Above (album, Dirty Projectors)
Rise Above je páté studiové album americké rockové skupiny Dirty Projectors, vydané dne 11. září roku 2007 prostřednictvím hudebního vydavatelství Dead Oceans. ALbum produkoval zpěvák a kytarista David Longstreth společně s multiinstrumentalistou Chrisem Taylorem ze skupiny Grizzly Bear. Jde o první album této skupiny, na kterém se podílela zpěvačka a kytaristka Amber Coffman.

## Seznam skladeb
| Pořadí | Název                   | Délka |
| ------ | ----------------------- | ----- |
| 1.     | What I See              | 3:27  |
| 2.     | No More                 | 3:47  |
| 3.     | Depression              | 2:47  |
| 4.     | Six Pack                | 3:07  |
| 5.     | Thirsty and Miserable   | 6:00  |
| 6.     | Police Story            | 4:24  |
| 7.     | Gimmie Gimmie Gimmie    | 4:52  |
| 8.     | Spray Paint (The Walls) | 3:37  |
| 9.     | Room 13                 | 4:47  |
| 10.    | Rise Above              | 5:04  |
| 11.    | (untitled)              | 3:49  |

## Obsazení
Dirty Projectors
- David Longstreth – zpěv, kytara
- Amber Coffman – zpěv, kytara
- Susanna Waiche – zpěv
- Nat Baldwin – baskytara
- Brian McOmber – bicí

Ostatní hudebníci
- Sam Hillmer – flétna
- Charlie Looker – kytara
- Chris Bear – bicí, perkuse
- Ezra Seltzer – violoncello
- Jessica Pavone – viola
- Yuki Aizawa – housle